# Басалыга, Владимир Самойлович
Владимир Самойлович Басалыга (бел. Уладзімір Самойлавіч Басалыга, 1 апреля 1940, Слуцк — 7 июня 2020) — белорусский советский график.

## Биография
В 1960 году окончил Минское художественное училище им. Глебова, в 1967 году — Белорусский государственный театрально-художественный институт.
С 1966 по 1971 год работал главным художником Управления художественной промышленности Министерства местной промышленности БССР, с 1971 по 1980 год — главным художником Художественного фонда БССР. В 1974 году вступил в КПСС.
С 1989 по 1992 год — старший преподаватель, с 1992 по 1999 год — декан, доцент художественного факультета Белорусской академии искусств.
С 1999 по 2001 год — заместитель председателя, а с 2001 по 2007 год — председатель Белорусского союза художников.
Был женат, трое детей, шестеро внуков. Сын Андрей — художник. Брат Михаил Самуилович Басалыга (род. 1942) — график.

## Творчество
В республиканских (общебелорусских) и всесоюзных (СССР) выставках начал участвовать в 1963 году. Основные жанры работ: книжная и станковая графика, произведения декоративно-прикладного искусства, экслибрисы.
Для творчества Басалыги характерны связь с традициями белорусского народного искусства, яркая декоративность, глубокое проникновение в замысел литературного произведения.
Основные темы творчества связаны с национальной культурой, традиционным бытом, народными верованиями, белорусским языком (серия «Мова наша родная»), архитектурой. В 1977 году начат цикл «Памятники зодчества Белоруссии» (бел. Помнікі дойлідства Беларусі).

## Художественные работы
Иллюстрации к книгам:
- «Перазовы» Н. Гилевича (Минск, 1967),
- «Ключ жураўліны» и «Хай будзе святло» М. Танка (Минск, 1972, совместно с братом),
- «Добро пожаловать!» П. Бровки (Минск, 1972, совместно с братом),
- альбом «Гравюры Францыска Скарыны» (Минск, 1972),
- «Признание» Н. А. Горулёва (Минск, 1976),
- «Ладушки-Ладки» (совместно с Е. Лось, Н. Поплавской, 1977),
- «Пепел времени : стихотворения и поэмы» Сергея Ивановича Законникова (1986),
- «Сэрцам пачуты звон» Алеся Гаруна (1991)[7],
- На ростанях (Якуб Колас) (2006).

Станковые работы:
- «Уважайте родное слово» (1976),
- триптих «Песня трудолюбию» (1976),
- «Державы нашей сердце, цвети, родной мой Минск» (1976),
- «Воспоминания о земле», «Земное и космическое» (1976),
- серия «Памятники зодчества Белоруссии» (1977),
- портрет Н. Гусовского (1980, литография).

## Награды
Более 40 дипломов республиканских, межреспубликанских и всесоюзных конкурсов искусства книги; медаль Франциска Скорины (1990).